# Rasm Amun
Rasm Amun (tiếng Ả Rập: رسم أمون) là một ngôi làng Syria nằm ở phó huyện Al-Saan ở huyện Salamiyah, Hama. Theo Cục Thống kê Trung ương Syria (CBS), Rasm Amun có dân số 430 trong cuộc điều tra dân số năm 2004.